# Simon Karetnik
Simon Karetnik (ucraniano: Семен Каретник); (morreu 26 de novembro de 1920 em Melitopol,  Ucrânia) foi um anarquista e revolucionário ucraniano.
Natural de Gulyai-Pole, na Ucrânia, nasceu em uma família de camponeses pobres antes da revolução trabalhou como empregado em uma fazenda, ele abraçou as ideias do anarquismo desde 1907. Ele era comandante do Exército Negro Ucrânia, em 1920, muitas vezes substituiu Nestor Makhno como comandante supremo do "Exército Negro". De grande talento militar segundo o historiador anarquista Piotr Arshinov, ele liderou as tropas que derrotaram o Exército Branco do general Piotr Wrangel na Crimeia em 13 e 14 de novembro de 1920.
Após a vitória sobre as tropas de Wrangel, o exército revoltoso se negou a submeter-se ao comando central de Moscou. O Partido Bolchevique então convocou uma assembleia de oficiais militares para a qual foram convidados os oficiais Makhnovistas. Estes, ao comparecerem foram presos e mortos. Em 26 de novembro de 1920, ele foi preso por tropas bolcheviques  de Mikhail Frunze em Melitopol e executado.